# أولاد شلول
قرية أولاد شلول هي إحدى القرى التابعة لمركز سوهاج بمحافظة سوهاج في جمهورية مصر العربية. حسب إحصاءات سنة 2006، بلغ إجمالي السكان في أولاد شلول 6098 نسمة، منهم 2996 رجل و3102 امرأة.